# Лягушечье озеро
Лягушечье или Лягушка — озеро в дельте Днепра, расположенное на территории Скадовского района (Херсонская область, Украина). Площадь — 1,3 км². Тип общей минерализации — пресное. Происхождение — пойменное. Группа гидрологического режима — сточное.
Расположено в границах Нижнеднепровского национального природного парка.

## География
Длина — 2 км, ширина наибольшая — 0,75 км. Глубина наибольшая — 2 м. Котловина вытянуто-треугольной формы с северо-востока на юго-запад. Берега низменные, заболоченные, поросшие прибрежно-водной растительностью.
Лягушечье озеро расположено в дельте Днепра на Красниковом острове. Сообщается с Днепром протоками. Озеро сообщается протокой Малая Серединка с  озёрами Красниковое и Окуневое. Днепр с рукавом Конка и протокой Серединка образовывают Красниковый речной остров. На берегах нет населённых пунктов.
Питание за счёт водообмена с Днепром. Минерализация воды — 200–300 мг/л. Прозрачность — 1-1,2 м. Температура воды летом свыше +25 °С. Зимой замерзает. Дно устлано слоем чёрного сапропелевого ила с примесями детрита.

## Природа
Вдоль берегов заросли прибрежно-водной растительности (тростник обыкновенный, камыш озёрный рогоз узколистный). Встречаются редкие (краснокнижные) виды растений (рогульник плавающий, болотноцветник щитолистный, сальвиния плавающая).
Лягушечье озеро — место нереста леща, судака, тарани. Развито рыболовство. Водится ондатра, енотовидная собака.